# Welcome to the Neighborhood
Welcome to the Neighborhood – album studyjny Meat Loafa wydany w listopadzie 1995.
Z albumu „Welcome to the Neighborhood” ukazały się trzy single: I'd Lie for You (And That's the Truth) (duet z Patti Russo), Not A Dry Eye In The House oraz Runnin’ For The Red Light (I Gotta Life).
Dwa pierwsze single zostały napisane przez Diane Warren, która napisała później piosenki na dwie inne płyty Meat Loafa: „Couldn't Have Said It Better” oraz „Bat Out Of Hell III: The Monster Is Loose”.
Do obydwu singli autorstwa Diane Warren nakręcono teledyski. Ten do piosenki I'd Lie for You (And That's the Truth) jest uważany za jeden z najdroższych w historii. Jest on drugą częścią I'd Do Anything For Love (But I Won't Do That) (nawiązanie w początkowej scenie pogoni helikoptera za motocyklem), a głównym motywem jest chęć ratowania ukochanej z rąk groźnego dyktatora (aktor Xander Berkeley). W klipie tym są również nawiązania do „Indiany Jonesa”.
Dwie piosenki do albumu stworzył Jim Steinman. Są to: Left in the Dark (oryginalnie stworzona na płytę Steinmana „Bad For Good”) oraz Original Sin (stworzona dla zespołu Pandora's Box na płytę „Original Sin”; w 1994 roku została zaśpiewana przez piosenkarkę Taylor Dayne i trafiła na ścieżkę dźwiękową filmu „Cień”, czyli „The Shadow”).

## Lista utworów
1. Where the Rubber Meets the Road (Paul Jacobs, Sarah Durkee) – 4:57
2. I'd Lie For You (And That's The Truth) (Diane Warren) – 6:41 - duet z Patti Russo
3. Original Sin (Jim Steinman) – 5:56
4. 45 Seconds Of Ecstacy (Martha Minter Bailey) – 1:06 - śpiewa Susan Wood
5. Runnin’ For The Red Light (I Gotta Life) (Harry Vanda, George Young, Patti Russo, Meat Loaf, Sarah Durkee) – 3:59
6. Fiesta De Las Almas Perdidas (Jeff Bova) – 1:27 - utwór instrumentalny
7. Left in the Dark (Jim Steinman) – 7:13
8. Not A Dry Eye In The House (Diane Warren) – 5:54
9. Amnesty Is Granted (Sammy Hagar) – 6:09 - duet z Sammym Hagarem
10. If This Is the Last Kiss (Let's Make It Last All Night) (Diane Warren) – 4:34 - duet z Patti Russo
11. Martha (Tom Waits) – 4:40
12. Where Angels Sing (Steven Allen Davis) – 6:09

## Osoby
- Meat Loaf – główny wokal
- Mark Alexander – fortepian
- Paul Jacobs – fortepian
- Jeff Bova – keyboard, syntezator
- Pat Thrall – gitara
- Tim Pierce – gitara
- Sammy Hagar – gitara i drugi główny wokal w piosence Amnesty Is Granted
- Steven Van Zandt – gitara w piosence Amnesty Is Granted
- Eddie Martinez – gitara
- Steve Buslowe – gitara basowa, chórek
- Kasim Sulton – gitara akustyczna, chórek
- John Miceli – perkusja
- Kenny Aronoff – perkusja
- Patti Russo – główny wokal kobiecy w piosenkach I'd Lie for You (And That's the Truth) oraz If This Is the Last Kiss (Let's Make It Last All Night)
- Susan Wood – główny wokal kobiecy w piosence 45 Seconds of Ecstacy
- Rory Dodd – chórek
- Pearl Aday – chórek
- Elaine Caswell – chórek
- Curtis King – chórek